# Bitva u Lučence
Bitva u Lučence se odehrála roku 7. září 1451 u Lučence mezi vojskem vedeným Janem Jiskrou z Brandýsa a uherským vojskem vedeným Jánosem Hunyadim. Vojsko, jehož část tvořil oddíl českých a slovenských Bratříků za účasti Jana Talafúse z Ostrova a Petra Aksamita z Lideřovic a Kosova, porazilo mnohem početnější armádu uherského vojevůdce.

## Historické pozadí

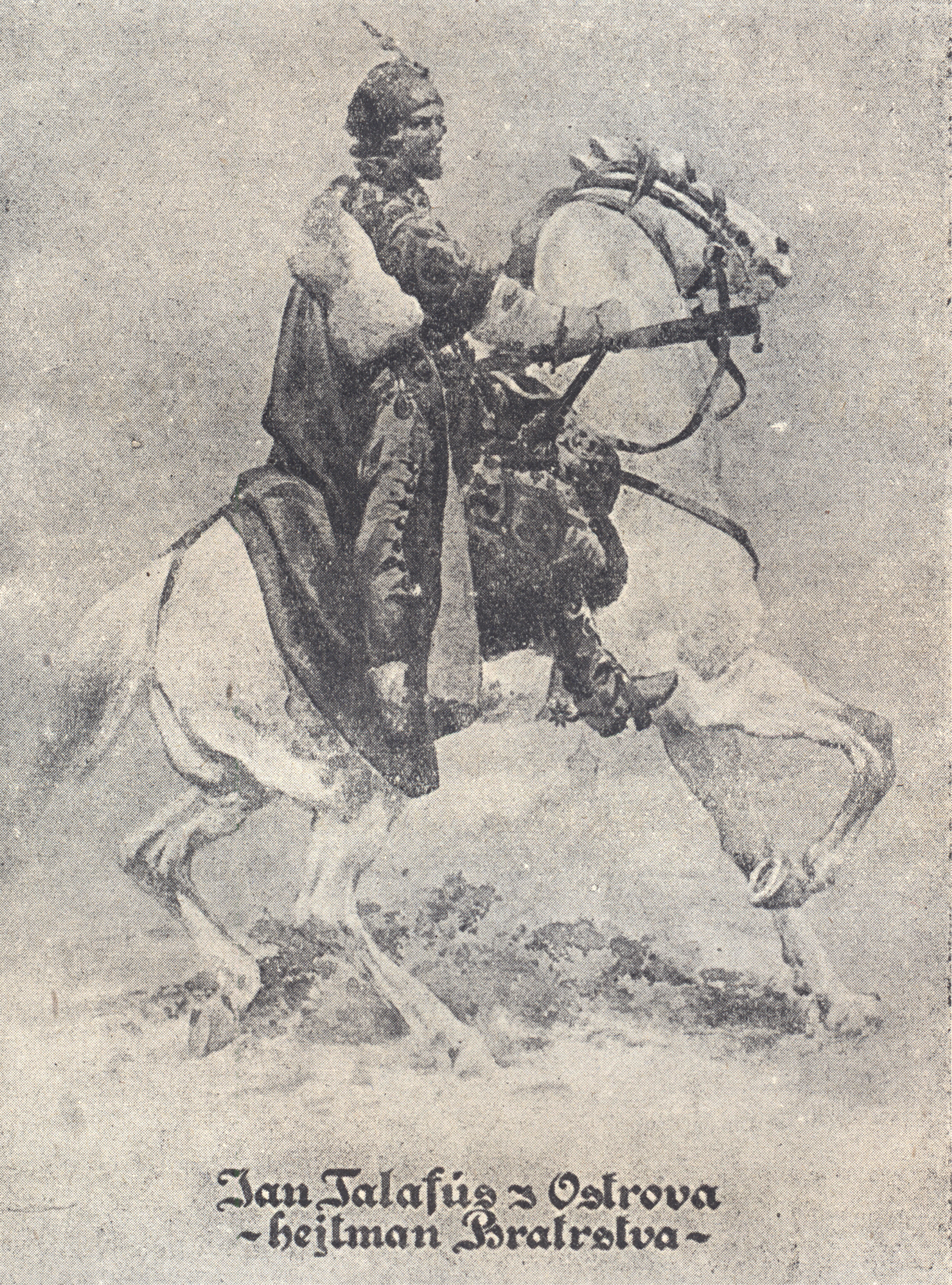
Karel Šimůnek: Jan Talafús z Ostrova

Jádro bratřického vojska tvořili čeští bojovníci, kteří odešli ze země po porážce husitského hnutí v bitvě u Lipan roku 1434. Bratřická vojska nejdříve vstoupila do služeb šlechticů či kapitánů, z nichž nejvýznamnějším byl Jan Jiskra z Brandýsa, tento český šlechtic původně v Horních Uhrách zastupoval zájmy nezletilého českého a uherského krále Ladislava Pohrobka z rodu Habsburků, k čemuž byl pověřen jeho matkou Alžbětou Lucemburskou, královnou vdovou po českém a uherském králi Albrechtu II. Habsburském. Bratříci postupně vojensky ovládli celé východní a zčásti i střední Slovensko (tehdy Horní Uhry) tím, že obsadili zdejší hrady a pevnosti. Uherský sněm však nároky krále Ladislava Pohrobka odmítl a zvolil si za svého panovníka polského krále Vladislava III. Varnenčíka. Po smrti královny Alžběty Lucemburské v roce 1442 byl záhy poražen a zabit (nebo dle jiné verze nejprve zajat) osmanskými vojsky v bitvě u Varny v roce 1444 také král Vladislav III. Varnenčik. Po těchto událostech uherský sněm nakonec uznal dědické nároky Ladislava Pohrobka a přijal ho za svého krále. Správcem království se po dobu Ladislavovy nezletilosti stal vojevůdce, sedmihradský vojvoda János Hunyadi. Ten byl zaměstnán válkami s Turky a přitom se snažil ovládnout celé jemu svěřené Uherské království.

## Průběh bitvy
Od roku 1446 došlo mezi vojsky Jana Jiskry s Brandýsa a Jánose Hunyadiho k sérii vojenských střetnutí, přerušovaných krátkými příměřími. Nejvýznamnějším z nich byla bitva u Lučence, kde proti sobě bojovali Jan Hunyadi a Jan Jiskra z Brandýsa.
Od roku 1442 Lučenec ovládali bratříci, věrní Janu Jiskrovi, kteří si v Lučenci - Opatové na Královském vršku zřídili z kláštera pevnost (velitelem byl Matěj z Kněžic). Uhři na přelomu července a srpna 1451 začali dlouhé obléhání tvrze, která byla napadána několikerými útoky. Obránců Lučenecké pevnosti bylo do 500. 
Jan Jiskra v reakci na obléhání Lučence shromáždil dostatek vojska z blízkých i vzdálenějších posádek a vydal se na pochod směrem k obleženému Lučenci.
V bitvě u Lučence Jan Jiskra s vojskem 3000 bratříků nakonec zvítězil, když drtivě porazili na 20 tisíc uherských vojáků. Uhři byli těžce poraženi také v důsledku zrady ve vlastních řadách, když někteří uherští pánové z bitvy utekli. Mnoho vojsk Hunyadiho padlo, biskup z Egeru László Hédervári byl zajat. Mezi vážně zraněnými byl i jeden ze zrádců János Bebek, který později na svá zranění zemřel. Po této bitvě byl uzavřen nový mír.[zdroj?]
Podle jiného zdroje se v bitvě u Lučence utkalo 4 000 dobře vyzbrojených zkušených Jiskrových bojovníků s 10 až 12 tisíci vojáků Jana Hunyadiho, přičemž nejlépe vycvičené Hunyadiho jednotky zůstaly na jihu země. Strategická Jiskrova chyba byla, že nepronásledoval poražené vojsko a že nezajal Jánose Hunyadyho.